# Medium (plataforma)
Medium és un servei de publicació de blogs fundat pels cofundadors de Twitter, Evan Williams i Biz Stone, a l'agost de 2012. La plataforma ha evolucionat cap a un híbrid de contribucions no professionals, professionals i remunerades.
Williams i Stone van decidir crear el programari de l'eina des del principi, amb la idea d'animar a usuaris del Twitter a crear posts més llargs que els 140 caràcters que permet aquesta plataforma.
A l'abril de 2013, ja hi havia 30 persones treballant a temps complet en aquest projecte. L'agost del mateix any, Williams es mostrava optimista malgrat la seva petita dimensió: "Estem intentant fer Medium tan senzill com sigui possible perquè la gent pugui aportar interessant reflexions"
La plataforma ofereix una completa interfície WYSIWYG a l'usuari quan edita els seus articles en línia, amb diferents opcions per donar format al text. Un cop es publica l'entrada, es pot utilitzar i recomanar a altres persones, de forma semblant al funcionament del Twitter. Els escrits es poden votar d'una forma similar al funcionament del Digg o del Reddit, i el contingut es pot assignar a un tema específic, tal com es fa en el Tumblr. Els usuaris només poden crear un compte i connectar-se amb un compte de Twitter o bé de Facebook.